# Howa Tipo 96
El Howa Tipo 96 (96式40mm自動てき弾銃, 96-shiki 40-miri jidōtekidanjū?), es un lanzagranadas automático japonés producido por Howa desde 1996.

## Historia
Con la necesidad de un arma pesada para ofrecer fuego de apoyo en las Fuerzas de Autodefensa de Japón, aparte del uso de la ametralladora Sumitomo Tipo 62 y la Browning M2, Howa primero creó y produjo el arma en 1996.

## Uso

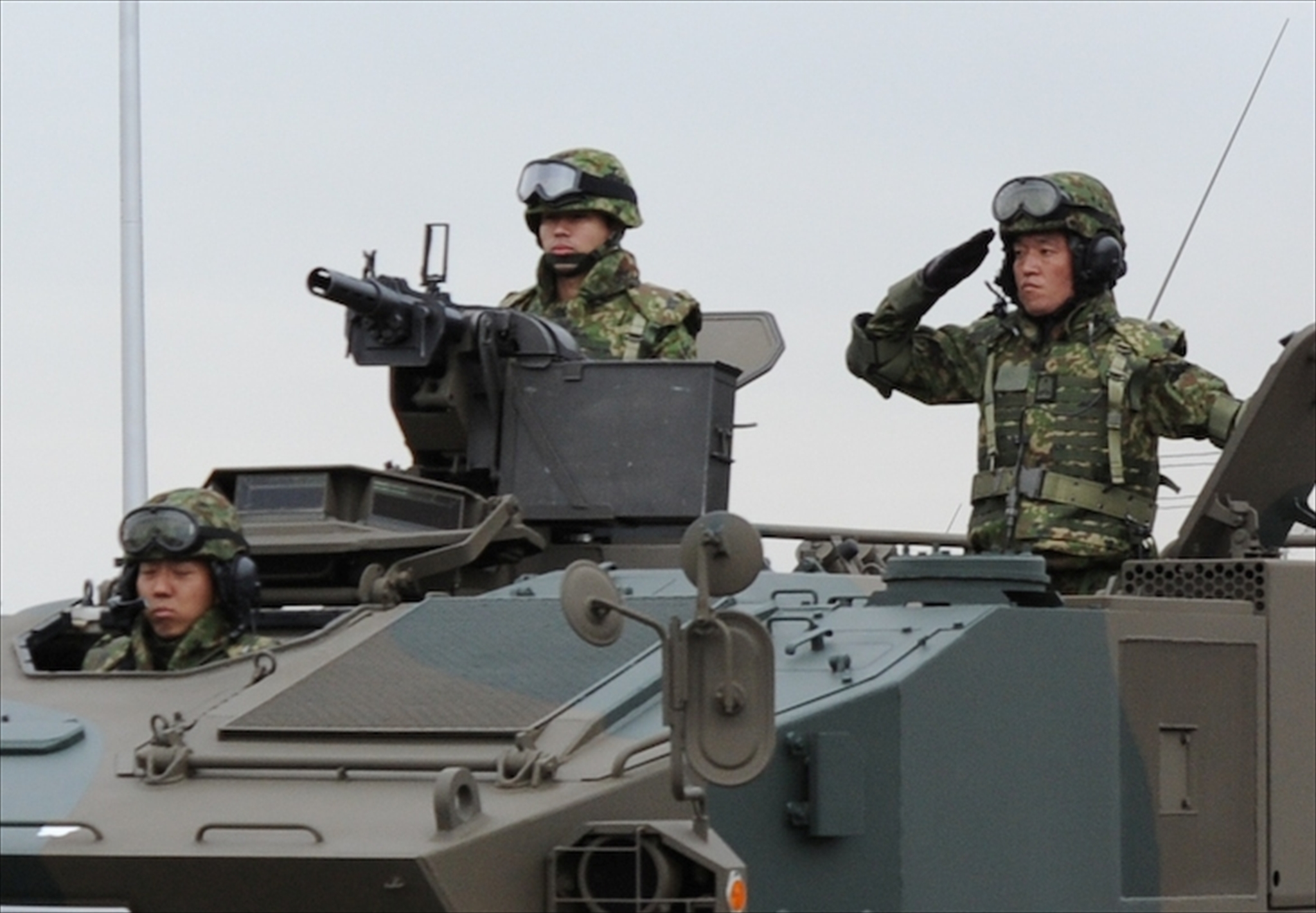
Un Tipo 96 montado sobre un TBP Tipo 96.

El Howa Tipo 96 puede ser utilizado tanto por la infantería como a bordo de vehículos blindados, en el primer caso sobre un trípode y en el segundo sobre un afuste para el arma.
Es visto como una de las armas principales montadas en el transporte blindado de personal Tipo 96.

## Detalles operacionales
En el lado izquierdo del Tipo 96 se encuentra la abertura de la bandeja de alimentación y una caja portacintas, para almacenar la cinta de granadas de 40 mm.
Tiene un selector de disparo, pudiendo disparar en modo semiautomático y automático. Su sistema de disparo es de recarga por avance. Dispara la granada 40 x 56 producida por Daikin, que es una granada de carga hueca antipersonal y antiblindaje. Esta granada no es intercambiable con la granada 40 x 53 del lanzagranadas Mk 19 instalado a bordo de los vehículos anfibios AAV-7 del Ejército japonés.
En 2011 entró en servicio una variante equipada con mira óptica, que pudo verse en las maniobras Fuji.